# Albert-Voigt-Stift

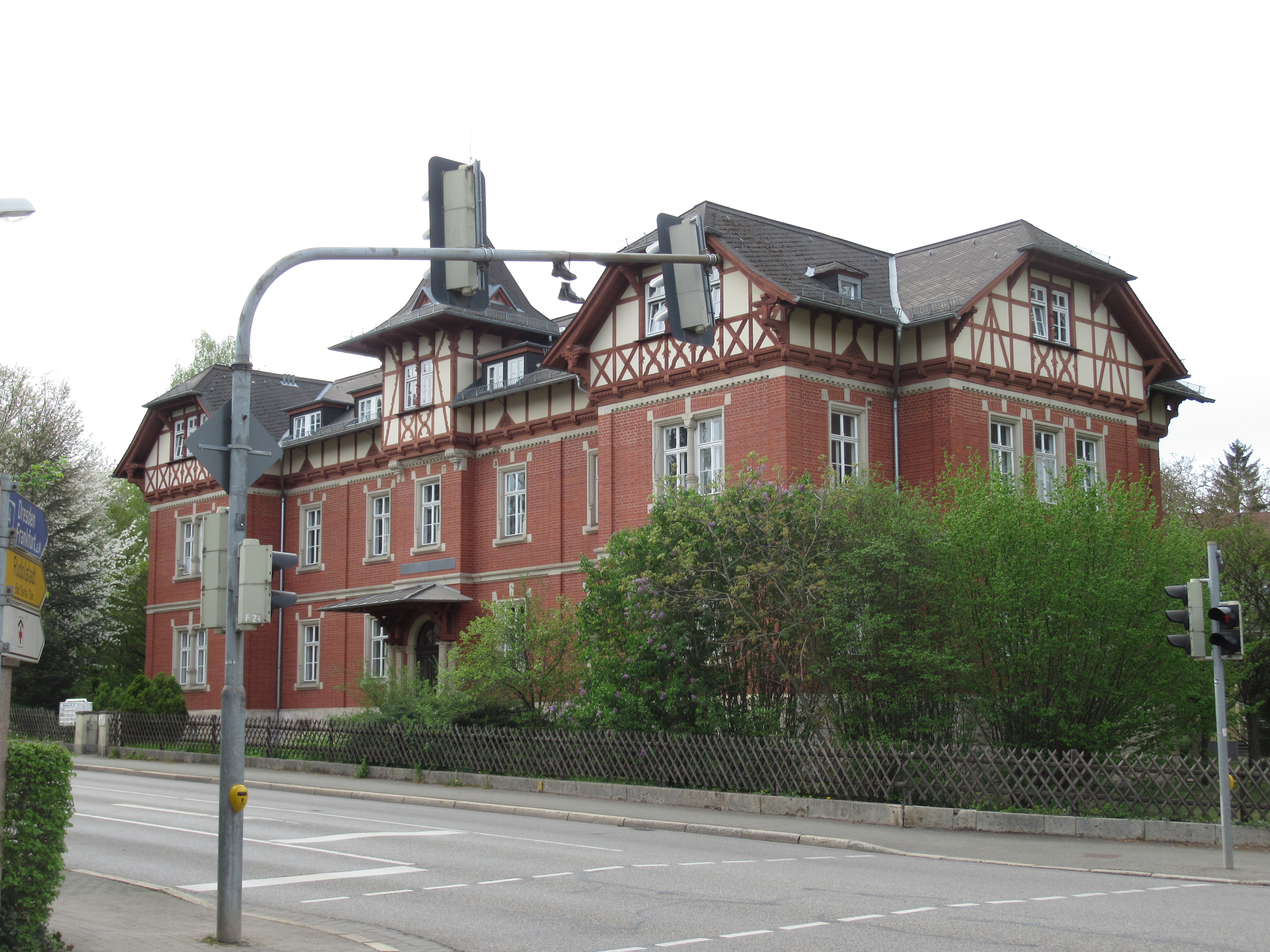
DRK-Wohnen, Berkaer Straße 2

Das Albert-Voigt-Stift, genau genommen Albert-und-Franziska-Voigt-Stiftung, war dem Wortlaut nach ein „Asyl für hilfsbedürftige Männer und Frauen an der Berkaer Straße“ in Weimar. Eine Aktenüberlieferung ist im Stadtarchiv Weimar vorhanden.
Bruno Schmidt lieferte den Entwurf für das Albert-Voigt-Stift. Benannt wurde es nach dem Stifter, dem Kommissionsrat Albert Voigt (1829–1895), es befand sich in der Berkaer Straße 2 und wurde 1891/92 errichtet. Das mehrgeschossige historistische Gebäude mit der Hausnummer Berkaer Straße 2 ist noch erhalten und heute ein Altenheim. Das große, meist aus Ziegeln und Fachwerk errichtete Gebäude hat eine Grundfläche von 4630 m².
Die Grabstätte Albert Voigts befindet sich auf dem Historischen Friedhof Weimar. Karl Donndorf, Sohn von Adolf von Donndorf, schuf 1896 das Relief auf dem Grabmal.
Das Gebäude steht auf der Liste der Kulturdenkmale in Weimar (Einzeldenkmale).